# 납작머리밭쥐
납작머리밭쥐(Alticola strelzowi)는 비단털쥐과에 속하는 설치류의 일종이다. 중국과 카자흐스탄, 몽골, 러시아에서 발견된다.